# Chester Bennington

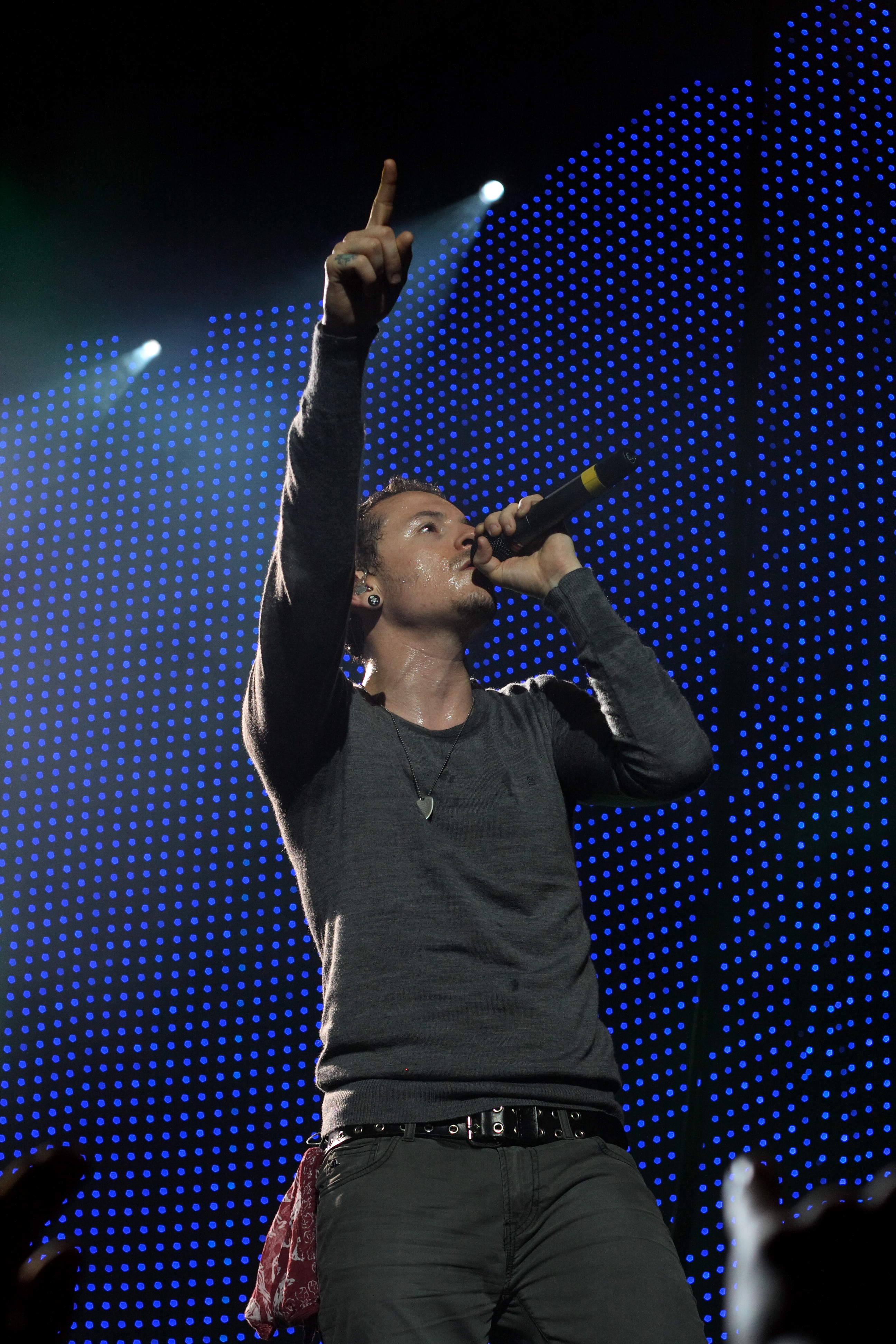
Chester Bennington på Globen i Stockholm.

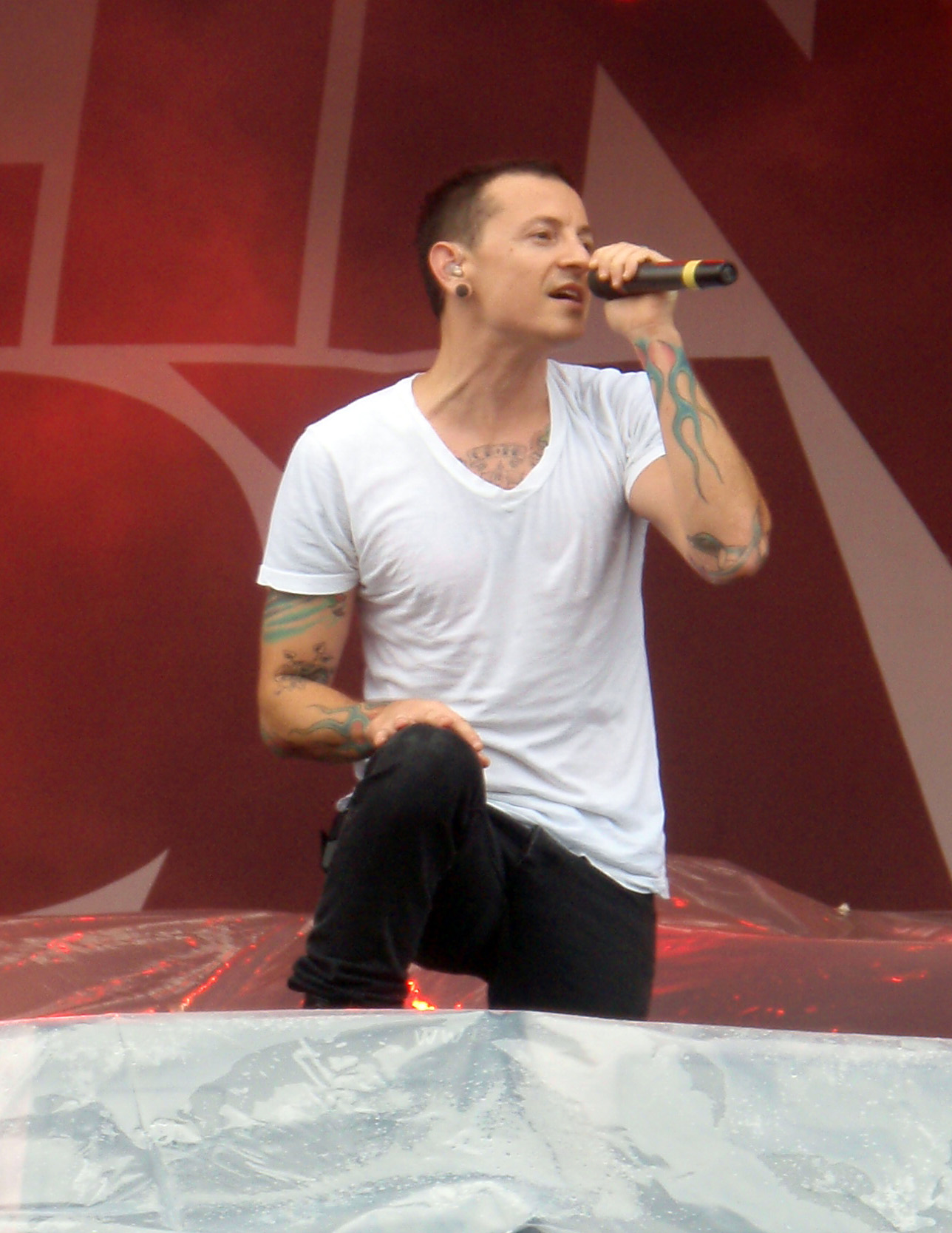
Chester Bennington @ Sonisphere.

Chester Charles Bennington, född 20 mars 1976 i Phoenix, Arizona, död 20 juli 2017 i Palos Verdes Estates i Los Angeles-området, Kalifornien, var en amerikansk musiker och sångare i bandet Linkin Park och Dead by Sunrise. Han är mest känd för sin roll som frontfigur i Linkin Park.

## Biografi

### Uppväxt
Bennington föddes i Phoenix, Arizona. Han började intressera sig för musik vid tidig ålder och uppgav själv att Depeche Mode och Stone Temple Pilots var tidiga inspirationskällor. Hans föräldrar separerade i slutet av 1980. Han blev sexuellt utnyttjad under sin ungdom och vid tolv års ålder var han redan kokain- och metamfetamin-missbrukare. Bennington lyckades till slut ta sig ur sitt beroende och fördömde drogmissbruk i senare intervjuer. 
Innan han inledde sin karriär som professionell musiker, arbetade han på en Burger King-restaurang, där han också mötte sin första fru, Samantha. De gifte sig den 31 oktober (Halloween) 1996, men eftersom Bennington inte hade råd att köpa vigselringar, lät de tatuera in varsin ring. Hans andra fru var Playboy-modellen Talinda Bentley. Bennington är far till sex barn: Jamie, som han fick tillsammans med Elka Brant. Han adopterade även Jamies bror, Isaiha. Tillsammans med Samantha fick han Draven Sebastian, född 19 april 2002. Med Talinda Bentley fick han tvillingarna Lila och Lily och 16 mars 2006 föddes sonen Tyler Lee.

### Karriär
Benningtons första instrument var piano. Under sin uppväxt var han med i många band och spelade flera instrument, men var huvudsakligen sångare. Han stannade inte i samma band särskilt länge förrän 1992, då han gick med i Grey Daze. Där började han att framhäva sitt sätt att sjunga som senare kom att kallas soft screaming eller soft strenuous vocals. Bandet splittrades 1997, och Bennington anslöt sig till Linkin Park. När han var med i Grey Daze spelade Bennington in två album, "Wake Me" 1994 och "...No sun today" 1997, tillsammans med en demo "Sean Dowdell and his Friends" 1993, då Grey Daze hette så. Efter att Bennington lämnade bandet splittrades de andra också. 

### Linkin Park och andra projekt
1998 sökte Linkin Park (då kallat Xero) ny sångare på grund av problem med att få skivkontrakt. De skickade en demo till Bennington och bad honom sjunga in den. De blev överraskade och bad Bennington flyga över till Los Angeles från Phoenix för en audition. Xero bytte sedan namn till Hybrid Theory och spelade in Hybrid Theory EP som innehöll sångerna "Carousel", "Technique (Short)", "Step Up", "And One", "High Voltage" och "Part of Me". De drog till sig ett par skivbolags uppmärksamhet och bestämde sig till slut för att skriva kontrakt med Warner Bros. Records.
På grund av en copyrighttvist med det brittiska bandet Hybrid blev de tvungna att byta namn. Bennington föreslog Linkin Park eftersom han efter en arbetsdag i studion brukade köra förbi Lincoln Park i Santa Monica. De spelade in sitt debutalbum, Hybrid Theory, 1999–2000 och det släpptes 24 oktober 2000. På det fanns hitlåtarna "In The End" och "Crawling". Hybrid Theory har sedan dess sålt över 11 miljoner kopior i USA. 2002 släppte Linkin Park ett remixalbum Reanimation, som innehåller låtar från Hybrid Theory. Bennington och Linkin Park spelade sedan in sitt nästa album Meteora, som innehöll hitarna "Somewhere I Belong", "Numb" och "Faint". De släppte livealbumet Live in Texas och ett album med "mash-ups" tillsammans med Jay-Z, Collision Course. Benningtons co-writer och bandkollega Mike Shinoda skrev en sång, som tills nyligen inte kunde framföras live.
Sommaren 2006 uppträdde Bennington med bandkollegan Mike Shinoda på Summer Sonic. De framförde Mikes sidoprojekt Fort Minors hit, Where'd You Go.
Han spelade också med Mötley Crüe på ReAct Now: Music & Relief, en konsert för att samla in pengar till offren för Orkanen Katrina, där han uppträdde med dem och sjöng "Home Sweet Home". I filmen Saw 3D spelade han ett offer som sitter i en "fälla".
Mellan 2013 och 2015 turnerade han tillsammans med Stone Temple Pilots som sångare. Anledningen till att han lämnade var för att fokusera mer på Linkin Park.
Hans sista spelning i Sverige var med Linkin Park på Bråvalla Festival 2017, endast 22 dagar innan hans död.

#### Dead by Sunrise
2005 grundade Chester Bennington bandet Dead by Sunrise tillsammans med Amir Derakh, Ryan Shuck, Brandon Belsky, Elias Andra och Anthony "Fu" Valcic (vilka alla, bortsett från Bennington, redan medverkar i det elektroniska rockbandet Julien K) under låtskrivandet för Linkin Parks tredje album, Minutes to Midnight, efter att ha tyckt att han ville sjunga mer mörka och arga låtar och ville utforska olika kreativa vägar i låtskrivandet. Efter att Linkin Park-turnén för Minutes to Midnight avslutades 2008 började Bennington och bandmedlemmarna i Dead by Sunrise att arbeta på debutalbumet Out of Ashes samtidigt som han arbetade med Linkin Parks fjärde album, A Thousand Suns. Out of Ashes släpptes oktober 2009 av Warner Bros och är för närvarande det enda albumet de släppt.

### Död
Den 20 juli 2017 påträffades Chester Bennington död i sin bostad i Palos Verdes Estates i Los Angeles och ska, enligt en rättsläkare, ha begått självmord genom hängning. Hans fru ska ha uppgett att Bennington lidit av depression en lång tid och att han, enligt TMZ, haft föregående självmordsförsök. Vid obduktionen ska man även ha fått att reda på att han varit alkoholpåverkad under självmordsprocessen. Chester Bennington blev 41 år gammal.
Mike Shinoda, en av bandmedlemmarna i Linkin Park, bekräftade hans död på Twitter: "Chockad och förtvivlad, men det är sant. Ett officiellt uttalande kommer att ges så fort vi har ett".

## Diskografi (urval)
Album med Grey Daze
- 1994 – Wake Me
- 1997 – ...No Sun Today
- 2020 – Amends

Album med Linkin Park
- 2000 – Hybrid Theory
- 2003 – Meteora
- 2007 – Minutes to Midnight
- 2010 – A Thousand Suns
- 2012 – Living Things
- 2014 – The Hunting Party
- 2017 – One More Light

Album med Dead by Sunrise
- 2009 – Out of Ashes

Album med Stone Temple Pilots
- 2013 – High Rise (EP)

## Låtar komponerade av Bennington
1. "State of the Art" – DJ Lethal från Limp Bizkit
2. "(Title unknown)" – The Visionaries
3. "Karma Killer" – Cyclefly (från Crave, 2002)
4. "System" – skriven av Jonathan Davis från Korn (från soundtracket till De fördömdas drottning, 2002)
5. "Morning After" – skriven av Chester
6. "Walking Dead" – DJ Z-Trip (från Shifting Gears, 2005)
7. "Rock and Roll (Could Never Hip Hop Like This) Part 2" – Handsome Boy Modeling School (från White People, 2004)
8. "Let Down" – skriven av honom till hans soloprojekt
9. "Walking In Circles" – på soloalbumet/skriven av honom?
10. "Home Sweet Home" – Mötley Crüe uppträdde på ReAct Now
11. "Morning After" – med Julien K. (på Underworld Evolution: The motion picture soundtrack)
12. "Wonderful" – Stone Temple Pilots live på 2001 Family Values Tour